# 292
292 је била преступна година.

## Догађаји
- Правник Грегорије, на двору цара Диоклецијана, саставља Грегоријански законик, прву кодификацију римског права
- Бонгсанг постаје владар корејског краљевства Гогурјео.
- Најстарија позната мајанска стела подигнута је у главном граду Тикалу (данашња Гватемала).

## Рођења
- Википедија:Непознат датум — око 292.: Пахомиос, египатски хришћански монах и оснивач првих хришћанских манастира († 346)[1]